# 岩淵町
岩淵町（いわぶちまち）は、かつて東京府北豊島郡に存在した町の一つ。1889年（明治22年）の市制町村制によって誕生した。現在の東京都北区北部に当たる地域。
もともと室町時代以前には武蔵国豊島郡岩淵郷（いわぶちのさと、いわぶちごう）と呼ばれた地域であるため、これもあわせて記述する。

## 地理
現在の地名では赤羽、赤羽北、赤羽台、赤羽西、赤羽南、岩淵町、浮間、神谷、桐ケ丘、志茂、西が丘に相当する。
西部は武蔵野台地の高台であり、東部、北部は荒川の氾濫原である。
- 河川：荒川、石神井川支川（石神井用水）、神谷堀

## 歴史
- 1932年（昭和7年）以降については王子区を参照。

岩淵は古くからある地名である。室町時代の『小田原衆所領役帳』には、「太田新六郎知行江戸岩淵五ヶ村」とあり、すでに岩淵郷が複数に分かれていたことがわかる。五ヶ村の内訳は後の大字、すなわち、岩淵宿、稲付村、赤羽根村、袋村、下村であろうと考えられている。江戸時代には赤羽の八幡神社がこの五ヶ村の総鎮守であった。また、江戸時代にはこの岩淵から新堀村（現在の荒川区西日暮里）、下駒込村（現在の文京区本駒込）のあたりまで広く岩淵領が置かれていた。
岩淵宿は日光御成街道の第一の宿駅であり、岩淵郷の本村である。「元禄の改め」では岩淵本宿と記され、「正保の改め」では岩淵町と記されている。明治に入り、岩淵本宿町が正式な名称となった。稲付村、赤羽根村、袋村、下村は、元は岩淵郷のうちであり、いつ頃分立したかは不明。岩淵宿、稲付村、赤羽根村は江戸時代には寺社領であった。袋村、下村は天領であったが、後に天領と寺社領の入会となった。神谷村は旗本領であった。また、岩淵宿、稲付村、赤羽根村、下村は荒川の対岸に持添新田を持っていた。赤羽根村は明治に入り赤羽村に改称された。
1889年（明治22年）、市制町村制により、岩淵本宿町、稲付村、赤羽村、袋村、下村、神谷村が合併し岩淵町となった。当初、北豊島郡が出した案は前述の六町村に上十条村を加え「赤羽村」とするものであった。上十条村が加えられていたのは、新・王子村には滝野川村の半分を加えるつもりであったことによる。「赤羽村」という名称にする予定であったのは、鉄道の発展により岩淵本宿町が衰退し、軍事都市赤羽が発達しつつあったことによるが、岩淵本宿町が分村の名前に変えられることへ大きく反発したため、結果として「岩淵町」が採用された。規模的には村のほうがふさわしいが、岩淵本宿町はかつて村であったことがなかったため、町となった。
1908年（明治41年）2月、町内で火災。500余戸が焼失。

### 沿革
- 1868年8月7日（慶応4年旧暦6月19日）：岩淵本宿町、稲付村、赤羽村、袋村、下村、神谷村は武蔵知県事山田政則管轄区域となる。
- 1869年
  - 2月20日（明治2年旧暦1月10日）：山田政則を罷免し、宮原忠英を武蔵知県事に任命。
  - 3月10日（明治2年旧暦1月28日）：武蔵知県事宮原忠英の管轄区域をもって大宮県が設置。県庁は東京府馬喰町に置かれる。
  - 11月2日（明治2年旧暦9月29日）：県庁が浦和に置かれ浦和県に改称。
- 1870年
  - 1月16日（明治2年旧暦12月15日）：浦和県が下板橋宿に出張所を設置。
  - 4月21日（明治3年旧暦3月21日）：下板橋宿組合、上板橋宿組合が合併され、板橋宿組合となる。
- 1871年
  - 4月24日（明治4年旧暦3月5日）：岩淵宿組合が廃止され、板橋宿組合に編入される。
  - 5月22日（明治4年旧暦4月4日）：戸籍法公布。翌年旧暦2月試行。
  - 8月26日（明治4年旧暦7月11日）：戸籍法に従い、浦和県内に戸籍区が設置され、板橋宿組合は第三区となる。
  - 10月12日（明治4年旧暦8月28日）：戸籍区が分割され、岩淵本宿町、稲付村、赤羽村、袋村、下村は第三区五小区、神谷村は王子村、豊島村、上十条村、下十条村と共に第三区六小区となる。
  - 12月28日（明治4年旧暦11月17日）：浦和県が岩槻県および忍県と合併して埼玉県となり、豊島郡29村は東京府に編入され板橋口となる。当区域はそれぞれ板橋口第三区五小区、板橋口第三区六小区となる。
- 1872年
  - 1月8日（明治4年旧暦11月28日）：東京府は大区小区制により旧・府内を六大区に区分する。
  - 2月21日（明治5年旧暦1月13日）：板橋口が第四大区の管轄となり、王子村、豊島村、上十条村、下十条村は岩淵本宿町、稲付村、赤羽村、袋村、下村、神谷村と共に第四大区十三小区（区屯所は巣鴨町旧保坂家）に編入される。
  - 明治5年旧暦3月：旧・板橋口29村が形式上は第四大区十七小区に区分されるが、実質的には前述の管理のままであった。
- 1873年（明治6年）3月：東京府は府内全域を十一大区に再編する区画改正を行い、岩淵本宿町、稲付村、赤羽村、袋村、下村、神谷村は王子村、豊島村、上十条村、下十条村、小豆沢村、本蓮沼村、八官新田と共に第九大区六小区（区事務取扱所は上十条村、戸長は岩淵本宿町名主小田切重路）となる。
- 1878年（明治11年）11月：大区小区制が廃され、郡区町村編制法により北豊島郡（郡役所は下板橋宿）が設置される。
  - その後、連合戸長役場が設置され、明治18年度の記録によれば、岩淵本宿町外二ヶ村連合（岩淵本宿町赤羽村袋村連合連合。連合戸長役場は岩淵本宿町）、神谷村下村連合（連合戸長役場は神谷村）、稲付村外二ヶ村連合（稲付村上十条村下十条村連合。連合戸長役場は稲付村）となっていた。
- 1889年（明治22年）5月1日：市制町村制により、岩淵本宿町、稲付村、赤羽村、袋村、下村、神谷村が合併し岩淵町となる。
- 1903年（明治36年）：赤羽大火により町役場庁舎、岩淵尋常高等小学校など焼失。小学校網は再編を余儀なくされる。
- 1926年（大正15年）4月：郡制廃止により北豊島郡役所が廃止され、東京府直轄となる。
- 1926年（大正15年）10月1日：埼玉県北足立郡横曽根村大字浮間を編入する。
- 1932年（昭和7年）10月1日：東京市編入により、岩淵町は王子町とともに王子区となる。

## 行政

### 町長
| 代 | 氏名         | 任期                                            | 出身       | 期・備考                                                       |
| -- | ------------ | ----------------------------------------------- | ---------- | -------------------------------------------------------------- |
| -  | 小田切重路   | 1889年（明治22年）4月1日 - 1894年（明治27年）   | 岩淵本宿町 | 岩淵本宿町名主 第九大区六小区戸長 岩淵本宿町赤羽村袋村連合戸長 |
| -  | 清水勘兵衛   | 1894年（明治27年）4月20日 - 1898年（明治31年）  |            |                                                                |
| -  | 島村満清     | 1898年（明治31年）10月1日 - 1901年（明治34年）  |            |                                                                |
| -  | 鈴木六右衛門 | 1901年（明治34年）2月28日 - 1901年（明治34年）  |            |                                                                |
| -  | 園部岩次郎   | 1901年（明治34年）10月29日 - 1905年（明治38年） |            |                                                                |
| -  | 清水半次郎   | 1905年（明治38年）6月23日 - 1916年（大正5年）   |            |                                                                |
| -  | 丸沢萬五郎   | 1916年（大正5年）4月11日 -                      |            |                                                                |

### 施設
- 岩淵町役場
  - 町制施行時に建築されるが、後に焼失し、岩淵尋常高等小学校内に移転する。

## 経済

### 産業
- 主な産業：陸軍の施設が多い、完全な軍事都市。工業も発展。

## 地域

### 地名
- 大字 岩淵本宿
  - 字 沖田、作田、下村境、町並、中島
- 大字 稲付
  - 字 吉原、道女喜、柳田、番場、寺ノ上、梅ノ木、庚塚、島下リ、出井頭、西山
- 大字 赤羽
  - 字 砂田、長島、荒井前、古屋敷、六反田、池ノ上、上野台、八幡前、八幡谷ツ、栗原、長畑、西原、大西原、小豆沢道、中丸、大塚、道合、大六天、池ノ谷ツ
- 大字 袋
  - 字 居村、上野、下谷ツ、東中丸、上谷ツ、西中丸、殿山、大原、峡道、堂ノ下、久保田、宮ノ下、西浦、西河原、中河原、東河原、飛地
- 大字 下
  - 字 作田、盛田、長腐、田中、台田、七溜、餅田、三反町、沖田、谷ノ中、新溜、立長町、腰巻、王子免、入龍田、長町、一ノ坪、小椰木、下堀、江川淵、新田、志茂、中洲、台、中注、賀美、沼田、大荒久、宮ノ脇、能ノ木、大下、本河原、新河原
- 大字 神谷
  - 字 南田、五反田、八反目、細目、松ノ木、北耕地、宮堀、塚原、江頭

### 人口
- 総人口 37,664人（昭和5年国勢調査）
- 戸数 1,766戸、総人口 8,971人、男性人口 4,586人、女性人口 4,385人、一戸平均人数 5.08人（大正6年度末調査）
- 寄留人口 3,448人、本籍人口 5,523人、寄留人口の本籍人口に対する歩合 0.62（大正6年度末調査）

#### 人口の推移
| 時点          | 総人口   | 出典             |
| ------------- | -------- | ---------------- |
| 1909年        | 6,056人  | 明治41年度末調査 |
| 1910年        | 6,232人  | 明治42年度末調査 |
| 1911年        | 6,386人  | 明治43年度末調査 |
| 1912年        | 6,656人  | 明治44年度末調査 |
| 1913年        | 6,595人  | 大正元年度末調査 |
| 1914年        | 6,524人  | 大正2年度末調査  |
| 1915年        | 6,787人  | 大正3年度末調査  |
| 1916年        | 7,627人  | 大正4年度末調査  |
| 1917年        | 8,103人  | 大正5年度末調査  |
| 1918年        | 8,971人  | 大正6年度末調査  |
| 1920年10月1日 | 15,672人 | 大正9年国勢調査  |
| 1925年10月1日 | 24,525人 | 大正14年国勢調査 |
| 1930年10月1日 | 37,664人 | 昭和5年国勢調査  |

### 教育
- 岩淵町立岩淵尋常高等小学校（旧・第一大学区第四中学区第十七番公立小学赤羽学校→東京府北豊島郡公立赤羽小学校→岩淵町立赤羽尋常小学校、後の東京市岩淵尋常高等小学校→東京市王子赤羽尋常小学校と岩淵高等小学校に分離、現・北区立赤羽小学校と北区立赤羽中学校）
  - 現在の北区立岩淵小学校は後に東京市岩淵尋常小学校として設置されたもので別の学校。
- 岩淵町立赤羽尋常小学校神谷分教場（明和尋常小学校に合併され廃止、後の東京市第二岩淵尋常小学校神谷分教場→東京市神谷尋常小学校、現・北区立神谷小学校）
- 岩淵町立第二岩淵尋常小学校（旧・岩淵町立明和尋常小学校→岩淵尋常高等小学校下分教場、後の東京市第二岩淵尋常小学校→（略）→北区立第二岩淵小学校、現・北区立なでしこ小学校）
- 岩淵町立第三岩淵尋常小学校（旧・岩淵尋常高等小学校稲付分教場→本校に合併され廃止→稲付分校、北区立第三岩淵小学校、現在は清水小学校と統合され廃校）
- 岩淵町立第四岩淵尋常小学校（旧・岩淵尋常高等小学校袋分教場→袋分校、現・北区立第四岩淵小学校）
- 岩淵町立第四岩淵尋常小学校大袋分教場（旧・岩淵尋常高等小学校袋分校大袋分教場、現・北区立袋小学校）
- 岩淵町立岩淵商工補習学校（岩淵尋常高等小学校内に併設）

## 交通

### 鉄道路線
- 日本鉄道→国鉄
  - 東北本線、山手線
    - 赤羽駅

### 道路
- 仮定県道岩槻街道

他に重要な東京府費支弁道2条あり。

## 名所・旧跡・観光スポット・祭事・催事

### 神社
- 赤羽八幡神社（村社） - 総鎮守
- 岩淵本宿八雲神社（村社）
- 稲付香取神社（村社）
- 袋諏訪神社（村社）
- 下熊野神社（村社）
- 神谷柏木神社（無格社）

### 宗教
- 正光寺
- 鳳生寺
- 静勝寺
- 法真寺
- 法華寺
- 平等寺
- 東光寺
- 西蓮寺

### 遺跡・その他
- 稲付城址
- 亀が池
- 八幡原